# Telephono
Telephono é o álbum de estreia da banda de indie rock Spoon. Foi lançado em 23 de abril de 1996, pela Matador, depois relançado em um pacote de dois discos com o EP Soft Effects em 2006 pela Merge Records. "Idiot Driver" já havia aparecido no álbum de compilação da Peek-A-Boo Records de novembro de 1995, Bicycle Rodeo.

## Recepção crítica
| Críticas profissionais | Críticas profissionais |
| Avaliações da crítica  | Avaliações da crítica  |
| Fonte                  | Avaliação              |
| ---------------------- | ---------------------- |
| Allmusic               | [ 1 ]                  |
| Pitchfork              | 7,5/10                 |
| Rolling Stone          | 2 de 5 estrelas.       |

O álbum foi produzido por John Croslin, que havia sido um dos líderes do The Reivers de Austin, gravando no estúdio de garagem de Croslin com um orçamento de 3.000 dólares. Apesar de ter recebido críticas positivas, proporcionando muitas comparações da banda com o Pixies, o álbum vendeu apenas 3 mil cópias.

## Faixas
Todas as músicas foram escritas por Britt Daniel, exceto onde indicado.
| N.º            | Título                                  | Duração |  |
| 1.             | "Don't Buy the Realistic"               | 3:54    |  |
| 2.             | "Not Turning Off"                       | 3:08    |  |
| 3.             | "All the Negatives Have Been Destroyed" | 2:37    |  |
| 4.             | "Cvantez"                               | 2:45    |  |
| 5.             | "Nefarious"                             | 2:47    |  |
| 6.             | "Claws Tracking" (Daniel, Andy Maguire) | 2:32    |  |
| 7.             | "Dismember"                             | 1:45    |  |
| 8.             | "Idiot Driver"                          | 1:37    |  |
| 9.             | "Towner" (AMiniature)                   | 3:05    |  |
| 10.            | "Wanted to Be Your"                     | 1:52    |  |
| 11.            | "Theme to Wendel Stivers"               | 1:58    |  |
| 12.            | "Primary"                               | 1:10    |  |
| 13.            | "The Government Darling"                | 2:23    |  |
| 14.            | "Plastic Mylar"                         | 3:26    |  |
| Duração total: | Duração total:                          | 35:07   |  |

## Integrantes
- Britt Daniel - guitarra, vocal
- Andy Maguire - baixo, vocal de apoio
- Jim Eno - bateria

## Paradas
| Parada (2006)                              | Posição |
| ------------------------------------------ | ------- |
| Melhores álbuns independentes da Billboard | 35      |